# ألان والدن
ألان والدن (بالإنجليزية: Alan Walden) هو مدير ووكيل أدبي أمريكي، ولد في 23 مايو 1943 في ماكون في الولايات المتحدة.